# Salve rociera

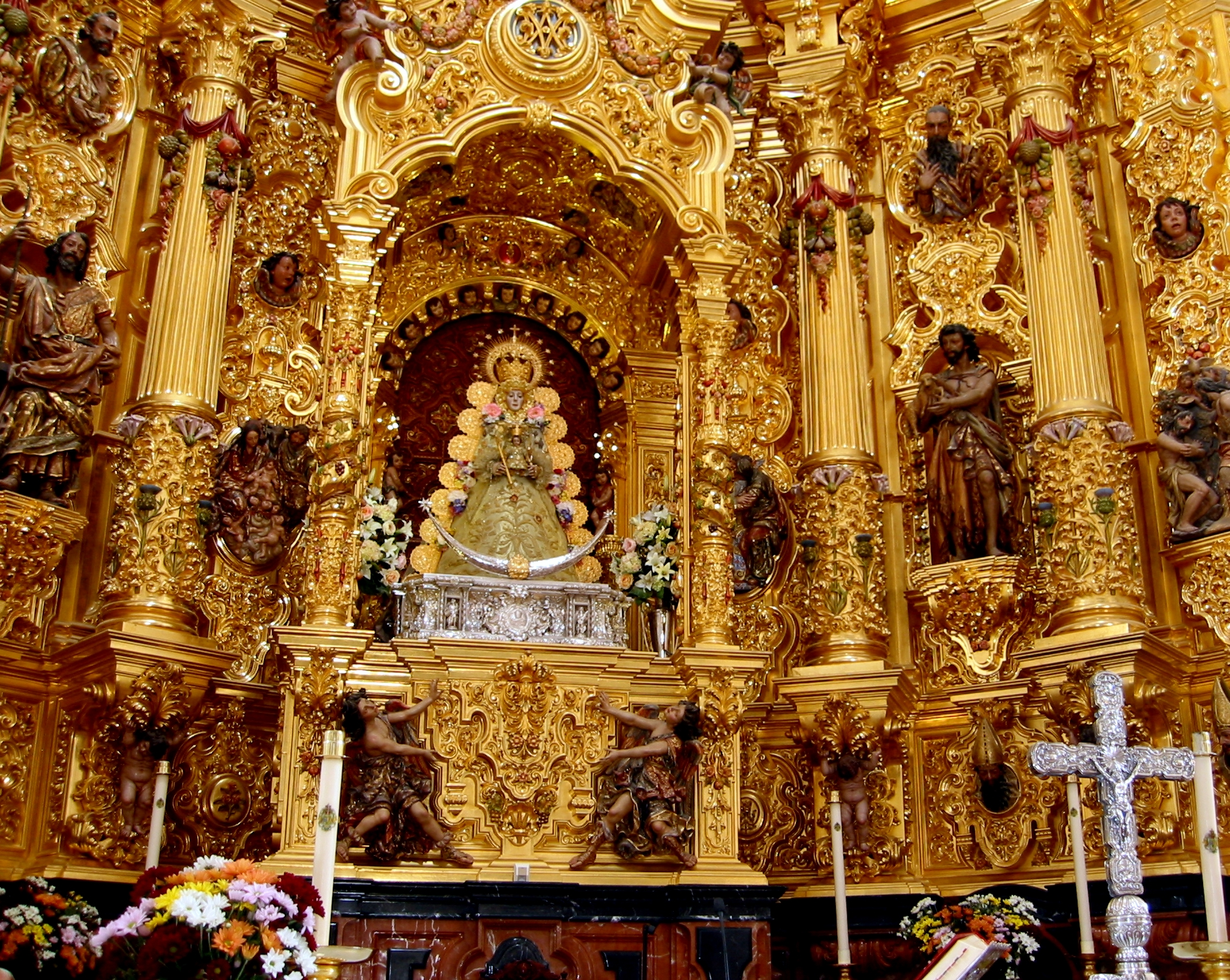
Het bedevaartsbeeld van Maria in El Rocío

Salve rociera, ook bekend als Salve a la Virgen del Rocío, is een Andalusisch rooms-katholiek bedevaartslied gewijd aan de Maagd Maria. Het lied is naar het refrein, dat in zijn geheel bestaat uit een herhaald olé, in de volksmond ook wel bekend als Salve del olé.
Het lied behoort tot de cultuur van de bedevaart naar El Rocío, nabij Almonte, waar een houten beeltenis van de Heilige Maagd Maria wordt bewaard. De bedevaart, die Romería de El Rocío wordt genoemd, vindt traditioneel plaats op Tweede Pinksterdag. Daarbij speelt dit lied, begeleid door zwegel en tamboerijn, een voorname rol.

## Tekst
Dios te salve María
del rocío Señora.
Luna, Sol, Norte y Guía
y pastora celestial.
Dios te salve María
todo el pueblo te adora
y repite a porfía :
Como tu no hay otra igual.
Olé, olé, olé, olé, olé,
olé, olé, olé, olé, olé, olé, olé
olé, olé, olé, olé, olé, olé, olé.
Al rocío yo quiero volver
a cantarle a la Virgen con fe con un
olé, olé, olé, olé, olé,
olé, olé, olé, olé, olé, olé, olé,
olé, olé, olé, olé, olé, olé, olé.
Al rocío yo quiero volver
a cantarle a la Virgen con fe con un
olé, olé, olé, olé, olé,
olé, olé, olé, olé, olé, olé, olé,
olé, olé, olé, olé, olé, olé, olé.
Dios te salve María
manantial de dulzura.
A tus pies noche y día
te venimos a rezar.
Dios te salve María
un rosal de hermosura.
Eres tu Madre mía
de pureza virginal.
olé, olé, olé, olé, olé,
olé, olé, olé, olé, olé, olé, olé,
olé, olé, olé, olé, olé, olé, olé.
Al rocío yo quiero volver
a cantarle a la Virgen con fe con un
olé, olé, olé, olé, olé,
olé, olé, olé, olé, olé, olé, olé,
olé, olé, olé, olé, olé, olé, olé.
Al rocío yo quiero volver
a cantarle a la Virgen con fe con un
olé, olé, olé, olé, olé,
olé, olé, olé, olé, olé, olé, olé,
olé, olé, olé, olé, olé, olé, olé.

## Begrafenis koningin Fabiola
Het lied werd op 12 december 2014 ten gehore gebracht tijdens de uitvaart van de Belgische, maar van oorsprong Spaanse, koningin Fabiola.